# بزرگراه کردستان
بزرگراه کردستان با شماره بزرگراه ۲۵ یکی از بزرگراه‌های تهران است که جهت شمالی-جنوب دارد. این بزرگراه که در شمال و مرکز تهران واقع شده، از تقاطع با بزرگراه گمنام و آغاز شده و به تقاطع با بزرگراه هاشمی رفسنجانی منتهی می‌شود.
طول این بزرگراه نزدیک هفت کیلومتر است که در منطقه ۳ شهرداری تهران و منطقه ۶ شهرداری تهران جای دارد. این بزرگراه در مسیر خود از جنوب به سوی شمال پس از گذر از محله‌های یوسف آباد، امیرآباد، کاوسیه، ونک و آرارات به بزرگراه شرقی-غربی هاشمی رفسنجانی پایان می‌یابد.
این بزرگراه در راستای مسیر خود با بزرگراه‌های شهید همت، حکیم و خیابان ملاصدرا تقاطع پیدا می‌کند، که به وسیله دوربرگردان با آن‌ها در پیوند است و به وسیله پل‌های روگذر از آن‌ها می‌گذرد.
این بزرگراه قرار است در آینده با عبور از باشگاه انقلاب و جام جم به بزرگراه شهید چمران پیوند داده شود که بیشتر طول مسیر با روگذر و تونل خواهد بود.

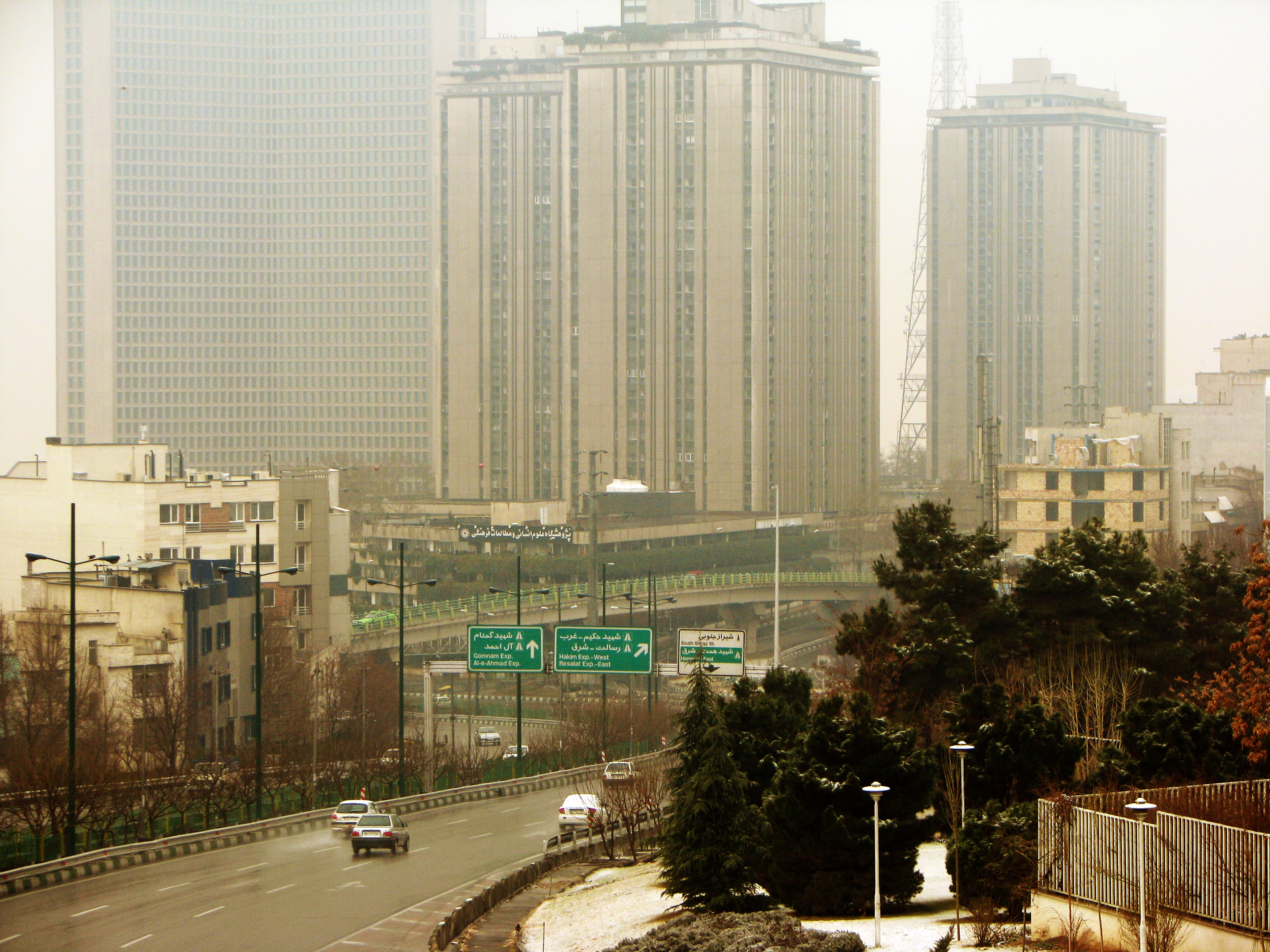
کردستان جنوب

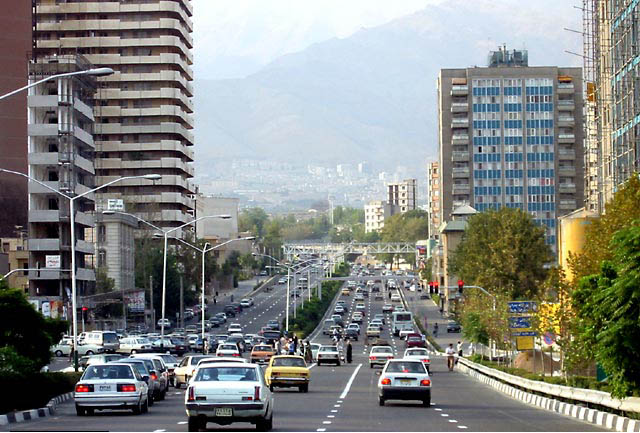
کردستان شمال

## تقاطع‌ها
| از شمال به جنوب | از شمال به جنوب                           | از شمال به جنوب |
| --------------- | ----------------------------------------- | --------------- |
| در دست ساخت     |                                           |                 |
|                 | بزرگراه هاشمی رفسنجانی                    |                 |
| تونل نیایش      |                                           |                 |
|                 | خیابان یاسمی                              |                 |
|                 | خیابان آرارات خیابان عطار نیشابوری        |                 |
|                 | خیابان پردیس                              |                 |
|                 | خیابان ملاصدرا                            |                 |
|                 | بزرگراه همت                               |                 |
|                 | خیابان شیراز جنوبی خیابان آیینه وند       |                 |
|                 | بزرگراه رسالت بزرگراه حکیم                |                 |
|                 | خیابان ابراهیمی (۱۷) خیابان حسین پور (۳۳) |                 |
|                 | بزرگراه گمنام                             |                 |
| از جنوب به شمال |                                           |                 |